# Thokur-62
Thokur-62 è una suddivisione dell'India, classificata come census town, di 6.166 abitanti, situata nel distretto del Kannada Meridionale, nello stato federato del Karnataka. In base al numero di abitanti la città rientra nella classe V (da 5.000 a 9.999 persone).

## Geografia fisica
La città è situata a 12° 57' 58 N e 74° 50' 18 E.

## Società

### Evoluzione demografica
Al censimento del 2001 la popolazione di Thokur-62 assommava a 6.166 persone, delle quali 3.149 maschi e 3.017 femmine. I bambini di età inferiore o uguale ai sei anni assommavano a 818, dei quali 401 maschi e 417 femmine. Infine, coloro che erano in grado di saper almeno leggere e scrivere erano 4.722, dei quali 2.584 maschi e 2.138 femmine.